# 김진 (1585년)
김진(金搢, 1585년 ~ ?)은 조선 중기의 문신이다. 본관은 광산(光山), 자는 기중(記中), 호는 추담(秋潭), 훈재(訓齋) 또는 영재(詠齋)이다.
인조 4년(1627년) 정주목사(定州牧使)로 재직 중 정묘호란이 일어나자 후금군과 대치하였다가 포로가 되었다. 그 후 송환되어 예안현감(禮安縣監)을 지냈다.
저서로 《신보휘어(新補彙語)》가 있다.